# 17
 Тази статия е за седемнайсетата година от новата ера.  За числото седемнайсет вижте 17 (число).  За други значения вижте 17 (пояснение).
17 (седемнайсета) година е обикновена година, започваща в петък по юлианския календар.

## Събития

### В Римската империя
- Четвърта година от принципата на Тиберий Юлий Цезар Август (14-37 г.)
- Консули на Римската империя са Луций Помпоний Флак и Гай Цецилий Руф. През тази година суфектконсули стават Гай Вибий Марс и Луций Волузей Прокул.
- 26 май – Германик празнува триумф за победите си над всички германски племена на запад от река Елба.[1]
- След смъртта на привикания в Рим цар Архелай неговото царство Кападокия е анексирано от римската държава и превърнато в едноименна провинция.[1]
- След смъртта на цар Антиох III, император Тиберий анексира царство Комагена като част от провинция Сирия.[1]
- Германик е изпратен от Тиберий в източните провинции на империята с imperium maius (по-голяма власт от тази на управителите на провинциите), за да надзирава инкорпорирането на Кападокия, да ревизира финансовата администрация на Палмира и да огледа щетите нанесени от силно земетресение на няколко градове в Мала Азия.[2]
- Гней Калпурний Пизон е назначен от Тиберий за легат на Сирия с идеята да съветва и помага на Германик.[2]
- Такфаринат вдига въстание срещу римската власт в Нумидия, но проконсулът на провинция Африка Марк Фурий Камил успява да му нанесе много тежко поражение, за което е награден с ornamenta triumphalia (триумфални почести и знаци, но без триумфална процесия). Въпреки това Такфаринат намира подкрепа и сили, за да продължи въстанието.[1]
- 18 октомври – осветен е възстановения храм на Янус на Форум Боариум.[3]

### В Германия
- Избухва война между херуските на Арминий и маркоманите на Марбод. Вожда на маркоманите е победен и неуспешно търси римска помощ.[1]

## Починали
- Овидий, древноримски писател (роден 43 г. пр.н.е.)
- Тит Ливий, древноримски историк (роден 59 г. пр.н.е.)
- Хигин, латински автор (роден 64 г. пр.н.е.)
- Архелай, цар на Кападокия
- Антиох III, цар на Комагена